# Sielsowiet Hoża
Sielsowiet Hoża (biał. Гожскі сельсавет, biał. klas. Госкі сельсавет, ros. Гожский сельсовет) – sielsowiet na Białorusi, w obwodzie grodzieńskim, w rejonie grodzieńskim.

## Miejscowości
- agromiasteczko:
  - Hoża
- wsie:
  - Barbarycze
  - Bierżełaty
  - Boguszówka
  - Budniki
  - Cydowicze
  - Czarnucha
  - Czarnuszka
  - Dąbrowa
  - Gumbacze
  - Kamienista
  - Kolonia Kazimierzówka
  - Kryniczna
  - Leśnica
  - Łukawica
  - Mielniki
  - Nowa Hoża
  - Ogrodniki
  - Plebaniszki
  - Podjeziorki
  - Polnica
  - Przełom
  - Przewałka
  - Rajsta
  - Rusota
  - Szabany
  - Świętojańsk
  - Zagórniki
  - Zielona